# Pellenes nigrociliatus
Pellenes nigrociliatus är en spindelart som först beskrevs av Koch L. 1875.  Pellenes nigrociliatus ingår i släktet Pellenes och familjen hoppspindlar. Inga underarter finns listade i Catalogue of Life.